# Ястрове
Ястро́ве (пол. Jastrowie, нім. Jastrow) — місто в північно-західній Польщі, в долині річки Гвда.

## Демографія
Демографічна структура станом на 31 березня 2011 року:
|          | Загалом | Допрацездатний вік | Працездатний вік | Постпрацездатний вік |
| -------- | ------- | ------------------ | ---------------- | -------------------- |
| Чоловіки | 4282    | 983                | 2988             | 311                  |
| Жінки    | 4426    | 911                | 2659             | 856                  |
| Разом    | 8708    | 1894               | 5647             | 1167                 |